# RTL 8
RTL 8 est une chaîne de télévision généraliste commerciale privée luxembourgeoise émettant en direction des téléspectateurs néerlandais.

## Histoire de la chaîne

### Talpa / Tien
Tien a été inaugurée le 13 août 2005 sous le nom de Talpa par Talpa Holding Company, à la suite d'un différend avec SBS Broadcasting. SBS Broadcasting était propriétaire de la marque « TV10 » et s'opposait à l'utilisation du mot Tien. Le propriétaire de Tien, le magnat néerlandais des médias John de Mol, a décidé de rebaptiser la chaîne Talpa, mot latin signifiant « taupe », qui se traduit par « mol » en néerlandais. Par la suite, Talpa est devenu le nom de la société holding de De Mol.
La chaîne a créé une polémique avec l'émission La Cage Dorée, appelée au boycott par des politiciens de gauche comme de droite après des bagarres mêlées d'insultes et une rumeur de viol,, cette émission était considérée comme une version plus propice au harcèlement de Big Brother due à l'absence de votes.
Talpa a partagé son espace avec Nickelodeon. Le 16 décembre 2006, Nickelodeon est passé à The Box et Tien a commencé à diffuser durant les journées entières. En même temps, Talpa et SBS Broadcasting ont résolu leur différend et Talpa a été rebaptisée Tien,.

### RTL 8
Le 26 juin 2007, RTL Group et sa filiale RTL Nederland signent un accord avec la société de John de Mol, Talpa Media Holding, pour l'acquisition de sa station de radio Radio 538 et de ses actifs télévisuels comprenant la chaîne de télévision Tien, les droits sportifs et les principaux programmes et fictions des Pays-Bas. Talpa Media Holding acquiert en retour 26,3 % du capital de RTL Nederland à qui elle fournit en exclusivité de première diffusion aux Pays-Bas les formats développés par son unité de création.
Le 18 août 2007, RTL Nederland lance RTL 8 qui prend la position de la chaîne Tien (anciennement Talpa) dont les programmes sont transférés sur RTL 4, RTL 5 et RTL 7. RTL 8 se veut la chaîne réservée au public féminin, mais aussi un espace pour la télévision expérimentale. Les désignations de RTL + et RTL 10 ont circulé comme nom possible, mais RTL 8 a été finalement retenu, le groupe n'ayant pas souhaité choisir pour sa chaîne le nom de RTL 6 car ce chiffre était déjà utilisé par sa concurrente SBS 6. RTL 8 diffuse des retransmissions de RTL 4, RTL 5 et RTL 7.

### Identité visuelle (logo)

Logo du 18 août 2007 au 26 août 2012
Logo du 27 août 2012 au 30 août 2017
Logo du 30 août 2017 au 1er mai 2023

## Organisation

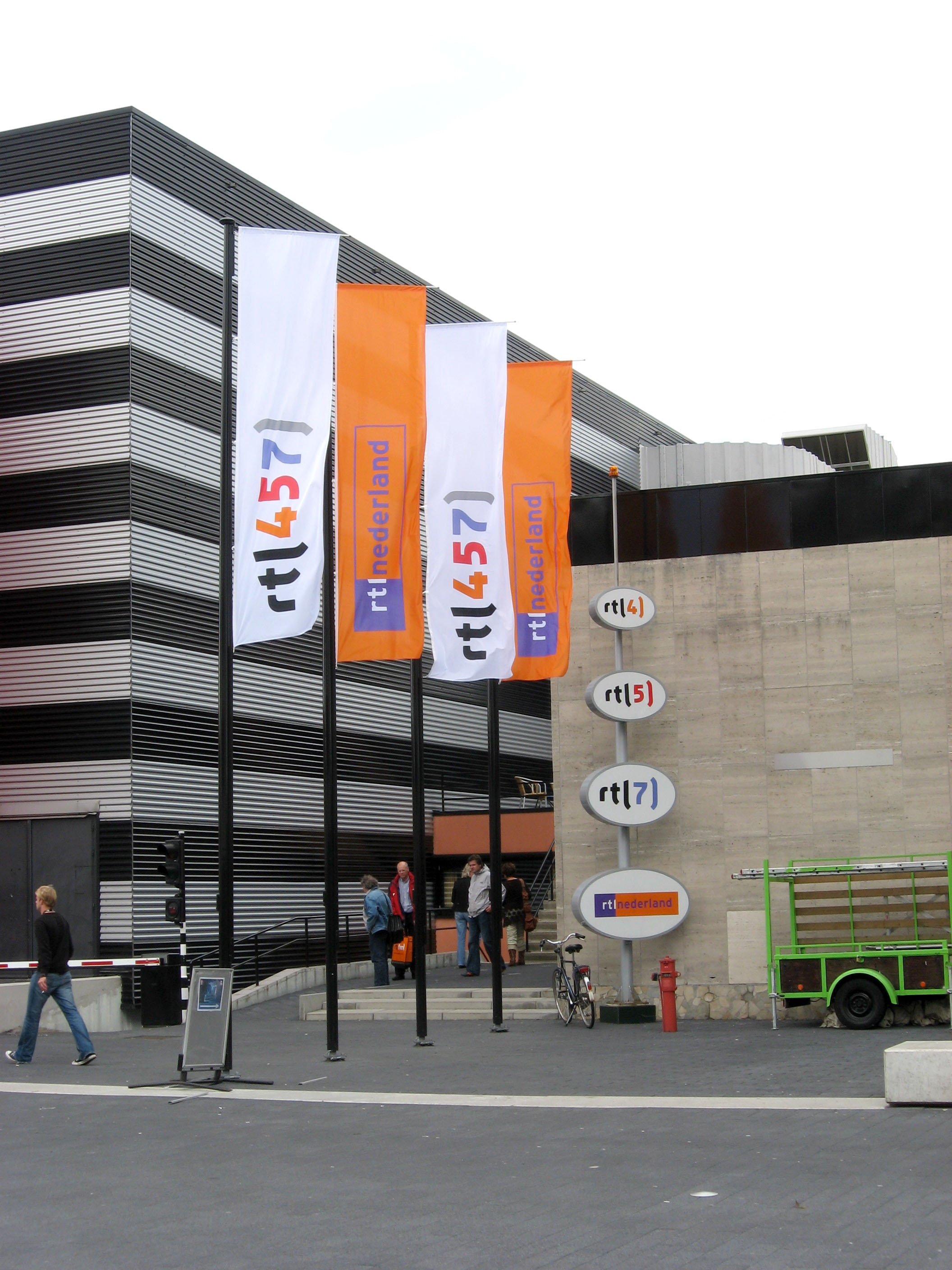
Siège de RTL Nederland au Media Park d'Hilversum

### Dirigeants
Présidents :
- Fons van Westerloo : 01/08/2003 - 31/01/2008
- Bert Habets : 01/02/2008 - 01/07/2017
- Sven Sauve : 01/07/2017 -

Directeurs des programmes :
- Ellen Meijerse
- Matthias Scholten

### Capital
RTL 8 est éditée par RTL Nederland Holding BV, détenue à 100 % par CLT-UFA S.A., filiale à 99,7 % de RTL Group S.A.

### Siège
Le siège social et la régie finale de RTL 8, tout comme ceux des autres chaînes de RTL Nederland, est situé dans l'immeuble KB2 de la CLT-UFA dans le quartier du Kirchberg au 45, boulevard Pierre Frieden à Luxembourg. Cette implantation permet à la chaîne d'émettre sous licence de diffusion luxembourgeoise et d'éviter ainsi un contrôle trop sévère par les autorités médias néerlandaises. Le centre de production de programmes, RTL Nederland, est installé au Media Park au Sumatralaan 47 à Hilversum aux Pays-Bas.

## Programmes
Le programme de RTL 8 vise le public féminin de 20 à 49 ans.
RTL 8 retransmet des programmes de RTL 4, RTL 5 et RTL 7 en ciblant les femmes. Des programmes de télé-achat (Teleshop8/LiveShop) occupent l'antenne de 13h à 17h.
Du 18 octobre 2010 au 31 décembre 2020, RTL 8 a partagé son canal en journée de 6h30 à 17h avec le bloc de programmation pour jeunes enfants RTL Telekids, à la place du télé-achat y est diffusé. RTL Telekids est une chaîne payante de 24h depuis 2012 qui continue sa diffusion.

### Émissions
- Dr. Phil
- The Ellen Degeneres Show
- The Oprah Winfrey Show
- Colin and Justin's Home Show
- How Clean Is Your House ?
- RTL Voetbal: Eredivisie vrouwen
- De Bruiloft van...
- De liefdesmakelaar

### Séries
- American Wives
- As the World Turns
- Aspe
- Being Human
- Boston Justice
- Brothers & Sisters
- Drôles de dames
- Drop Dead Diva
- Doctor Who
- Ellen
- Friday Night Lights
- Grey's Anatomy
- Gooische Vrouwen
- Harper's Island
- Les Tudors
- Nurse Jackie
- Arabesque
- Reba
- Rita Rocks
- The Game
- Old Christine
- The Middle
- Starter Wife
- Weeds

## Diffusion
Depuis le 18 août 2007, la chaîne est accessible en diffusion numérique terrestre au Luxembourg sur le canal VHF PAL E7 (191.5 MHz) de l'émetteur de Dudelange, ainsi que sur le câble néerlandais et luxembourgeois, le satellite Astra 3B à 23,5° Est (Canal Digitaal), Eutelsat 9B (Joyne) et la télévision par ADSL.
Le 15 octobre 2009, RTL Group a commencé la diffusion en haute définition 1080i de ses chaînes RTL 7 et RTL 8.

## Annexe